# Plano Estratégico da Marinha PEM 2040
Plano Estratégico da Marinha PEM 2040 é um documento emitido pela Marinha do Brasil, com o objetivo de estabelecer um plano de ação da Força Naval com visão de médio e longo prazo com início em 2020. O plano tem como pano de fundo a Política e a Estratégia Nacional de Defesa (PND e END), o Livro Branco de Defesa Nacional (LBDN) e a Política Marítima Nacional (PMN). O documento foi publicado em setembro de 2020, e os assuntos tratados em cinco capítulos: Ambiente Operacional, Ameaças, Conceito Estratégico Marítimo-Naval, Mapa Estratégico da Marinha e Ações Estratégicas Navais.